# HD 2638 b
HD 2638 b es un exoplaneta que orbita la estrella HD 2638. Es un típico  Júpiter caliente, un planeta que orbita su estrella paternal en una órbita muy cercana (órbita de antorcha). La distancia a la estrella es menos que 1/20 UA. Una revolución orbital dura sólo tres días y medio, aproximadamente.